# Легендарный лунный скульптор
Легендарный Лунный Скульптор или Легендарный Скульптор Лунного Света (кор. 달빛조각사, англ. The Legendary Moonlight Sculptor) — многотомный корейский роман автора Нам Хи Сона (남희성). Начал публиковаться в 2007 году, по состоянию на начало 2021 года серия насчитывает 58 томов. Чрезвычайно популярный в Корее роман формата ранобэ. Считается одним из истоков жанра ЛитРПГ.
В 2015 году начался выпуск одноимённой интернет-манхвы.

## Сюжет
Ли Хэн — трудолюбивый молодой человек. Из-за бедности он вынужден работать на протяжении всего своего детства и юности. Наиболее заметной его чертой является настойчивость, доходящая до упрямства. Повествование начинается с рассказа о том, что Ли Хэн ищет деньги для покупки лекарств бабушке и решает продать свой аккаунт в популярной игре под названием «Континент Магии» («Continent of Magic»), в которой его персонаж «Виид» («Weed» — Сорняк) был лучшим, обладал уникальными достижениями, его называли «Бог войны». Неожиданно для самого Хэна аукцион заканчивается на сумме в 3 090 000 000 вон (около 3 млн долларов США). Однако как только становится известно о наличии у Ли Хэна денег, ростовщики почти всё забирают по старым семейным долгам. Это заставило его поклясться, что он теперь посвятит себя только одной цели — зарабатыванию денег.
Ощутив возможности, которые сулит продажа персонажа популярной игры и игровая коммерция, он решил начать путь с нуля в набирающем популярности проекте виртуальной реальности «Королевская Дорога» («Royal Road»). В течение года он готовился, изучая в реальности кендо, военное искусство и тактику, а также экономические основы самой игры. Как только подготовка закончилась, он вошёл в виртуальный мир.

## Персонажи

### Главные герои
Виид (Ли Хэн) — главный герой всей серии книг, Легендарный Лунный Скульптор, известен как «Бог Войны». Был лучшим игроком «Континента Магии» — он единственный кто выполнил все квесты, исследовал все подземелья и в одиночку истребил всех монстров. Однажды играл без отрыва в течение 204 часов, и только поломка компьютерной мыши прервала его игровую сессию. Благодаря упорству стал одним из лучших игроков в «Королевской Дороге». Член Гильдии Пустынных Странников. Лорд провинции Морта, позже создал Королевство Арпен. Тёмный геймер. Враг № 1 Гильдии Гермес. В реальной жизни студент Университета «Корея». Встречается с Со Юн.
Ли Хэн очень жаден и мелочен, до уровня патологии. Он идёт на любые действия, лишь бы заработать немного больше. Ненавидит тратить сбережения в любой форме — вплоть до того, что будет бегать, чтобы сэкономить деньги на проезде в автобусе. Разводит дома куриц с целью дальнейшего употребления в пищу. Ли Хэн обладает потрясающей работоспособностью и спит около четырёх часов в день. Несмотря на его характер, он очень заботливый и ставит на первое место семью, ради которой готов пойти на всё. Ан Хён До рассматривает его в качестве преемника как главы своего додзё.
Со Юн (Чон Со Юн) — красивая девушка, по рекомендации врачей для психологической реабилитации проводящая в «Королевской Дороге» значительное время, отыгрывая там берсерка. В связи с психическим расстройством не общалась с людьми. Виид первый, с кем Со Юн заговорила спустя 5 лет молчания. Через некоторое время влюбляется в него и они начинают встречаться. Студентка университета «Корё». Сначала появлялась на занятиях крайне редко, затем, увидев там Виида, стала посещать их регулярно. Обладает очень красивой внешностью. Её образ многократно использовался Виидом как модель для скульптур в игре.

### Группа Пейла
Пэйл (О Дон Ман) — Лучник. Друг Виида. Встречается с Мейрон. Студент. Известен в «Королевской Дороге» как Боевой раб Виида.
Ирен (Ким Ин Ён) — Жрец. Друг Виида. Член Группы Пейла. Студентка.
Ромуна (Пак Хи Ён) — Маг Огня. Друг Виида. Член Группы Пейла. Старшая сестра Сурки. Студентка.
Сурка (Пак Су Ён) — Монах. Друг Виида. Член Группы Пейла. Младшая сестра Ромуны. Школьница/студентка. Ровесница Юрин.
Юрин (Ли Ха Ян) — Художник Водного Света. Член группы Пейла. Младшая сестра Ли Хэна. Очень любит своего брата. Школьница/студентка Университета «Корея». Ровесница Сурки.
Хварён (Чон Хё Рин) — Танцовщица. Друг Виида. Член Группы Пейла. Очень популярная певица. Влюблена в Виида.
Манауэ (Кан Чин Чоль) — Торговец-странник. Друг Виида, его ученик и последователь его философии. Виртуозно умеет уклоняться от налогов. Член Группы Пейла.
Зефи (Чхве Чжун Хун) — Рыбак. Друг Виида. Член Группы Пейла. Сын богатого магната. Любимец женщин. Влюблён в Юрин. Неожиданно умеет чинить старую технику, чем без зазрения совести пользуется Юрин.
Мейрон (Син Хе Мин) — Рейнджер. Друг Виида. Член Группы Пейла. Известная телеведущая передачи о «Королевской Дороге». Встречается с Пейлом.
Сээчви (Ча Юн Хи) — Орк-командир. Знакомая Виида. Член Группы Пейла. Доктор наук. Лечащий психиатр Со Юн. Встречается со Вторым МЕЧом.
Беллот — Бард. Знакомая Виида. Член Группы Пейла. Лучшая подруга Хварён.
Дайни — Шаман. Первая любовь Виида. Бывший член группы Пейла. Одна из основателей Гильдии Гермес. В связи с тяжёлой болезнью на долгое время ушла из «Королевской Дороги». Одолела её и вернулась в игру. После возвращения потратила много времени, чтобы разыскать Виида. Тот узнал её, но не стал об этом говорить. Когда же Дайни начала с ним разговор, он сделал вид, что не знаком с ней. От обиды Дайни покинула Виида и вернулась в Гильдию Гермес. От лидеров Гермес получила во владение целый город, которым она хорошо правит с учётом большой разрухи.
Приправленный рак (краб) — Убийца. Является самым лучшим игроком в своём классе. Приглашен Виидом. Впоследствии Член Группы Пейла.

### Мечи
Первый меч (Ан Хён До) — Мастер боевых искусств. Учитель и владелец реального додзё, в котором Виид целый год обучался владению мечом перед походом в виртуальный мир. Пользуется несокрушимым авторитетом среди инструкторов и учеников додзё. Видит в Вииде своего преемника. Впервые в жизни влюбился, играя в «Королевскую Дорогу».
Второй меч (Чон Иль Хун) — Мастер боевых искусств. Первый инструктор додзё. Внешне — выглядит как человек, способный в реальной жизни стереть орка в порошок. Встречается с Сэччви.
Третий меч (Чхве Чжон Бом) — Мастер боевых искусств. Второй инструктор додзё.
Четвёртый меч (Ма Сан Бом) — Мастер боевых искусств. Третий инструктор додзё.
Пятый меч (Ли Ин До) — Мастер боевых искусств. Четвёртый инструктор додзё.
6-505 мечи — 500 учеников додзё, Мастера боевых искусств. Друзья Виида. Как и их инструкторы, мечтают встретить свою любовь.
Все Мечи без исключения обожают Хаян, как сестру Хэна. Когда они заметили, что Зефи начал проявлять к ней интерес — каждый из них счёл своим долгом предупредить его через Пейла о том, что если он обидит девушку — ему не жить.
И в реале, и в игре Мечи действуют как единая сильная дисциплинированная группа, почти армия, готовая бороться за правое дело. Но часто к ним вполне применима поговорка «Сила есть — ума не надо», что делает их скорее комичными персонажами, чем героическими.

### Игроки «Королевской Дороги»
Фабо — Архитектор. Знакомый Виида. Стал главным архитектором Моры.
Гастон — Художник. Знакомый Виида. Лучший друг Фабо.
Оберон — Гном. Знакомый Виида. Глава Гильдии Стальной Розы. Образец мужественности, чести и достоинства. Возглавил поход в Земли отчаяния и Северную экспедицию.
Марей Стэнбард — Бард. Знакомый Виида. Один из самых известных игроков, лучший среди бардов. Был вынужден ненадолго присоединиться к Гильдии Гермес, чтобы сохранить ценные вещи Виида.
Петров — Художник Водного Света. Лучший в своей профессии. Считает Виида своим конкурентом. Влюблён в Юрин.
Сейрин (Юн Чунхи) — Заклинатель. Одноклассница Виида. В школе Ли Хэн спас её от хулиганов, после чего она испытывает к нему симпатию. Старшая сестра Лами.
Лами — Вор. Младшая сестра Сейрин. Подруга Юрин.
Волк и Дэорин — Муж и жена. Паладин и Жрец соответственно. Тёмные геймеры.
Мандол и Дельфина — Муж и жена. Знакомые Виида. Первые посетители Центра Искусств Моры.
Лафей — Один из основателей, главный стратег и серый кардинал Гильдии Гермес. Очень умён. Враг Виида.
Дженис — Один из основателей Гильдии Гермес. Враг Виида.
Рафаэль — Один из основателей Гильдии Гермес. Враг Виида.
Дринпельд — Один из основателей и главнокомандующий флота Гильдии Гермес. Враг Виида. Потерпел сокрушительное поражение, проиграв битву Вииду, охотясь за ним в Джиголасе.
Бадырей — Чёрный Рыцарь. Глава Гильдии Гермес. Держит обиду на Виида за то, что был сброшен им с пьедестала сильнейшего игрока «Континента Магии». Решил уничтожить его и сломить в «Королевской Дороге». Враг Виида.
Барт (Чжон Дык Су) — Торговец. Отец Со Юн. Президент огромной корпорации. Очень богат. В определённый промежуток времени сеть его компаний оказалась подмята из-за огромного влияния корпорации «Юникон» и впоследствии он подал в отставку. Частично обанкротился.
Робин (Пак Чжин Сок) — Охотник. Сын одного из бизнес-партнёров Чжон Дык Су. Испытывает симпатию к Со Юн. Фанат Виида.

### Подчинённые Виида
Ван Хок — Рыцарь Смерти/Бездны. Нежить. Его дух живёт в Чёрном Ожерелье Виида. Выпускник 194 выпуска Академии Рыцарей королевства Калламор. Один из самых частых компаньонов Виида. Уважает хозяина за военное мастерство.
Торидо — Король Вампиров. Глава одного из кланов Королевства Вампиров Тодум. Любитель прекрасного. Его дух живёт в Красном Ожерелье Виида. После достижения им 400 уровня автоматически освободился и пригласил Виида вместе с его друзьями в Тодум. Многократно избивался Виидом с целью подчинения. В Тодуме изначально изо всех сил пытался сделать вид, что не знает бывшего хозяина, которого побаивается.

### Неигровые персонажи
Альберон — Друг Виида. Кандидат в Первосвященники Ордена Фреи. Помогал Вииду в возвращении Короны Фарго и в битве с Армией Нежити. Участвовал в походе в Долину Смерти вместе с Виидом. Очень любит вкусно поесть.
Инструктор — Первый NPC, познакомившийся с Виидом и давший ему задание связанное со скульптурами. Уважает Виида за его воинский характер. В дальнейшем стал рыцарем Королевства Розенхайм.
Мудрец Родригез — отшельник, проживающий в поместье в Розенхайме. Известен своим скверным характером. Очень умный, но чрезвычайно хитрый. Уловкой заставил Виида принять профессию Легендарного Лунного Скульптора. Служащий семьи Арпен. Помогает новичкам определиться с профессией, если получит взамен платок Леди Ивэйн.
Старейшина Моры — Старейшина деревни (ныне город) Моры, был обращён в камень вампирами клана Джеолио. Освобождён Виидом во время возвращения Короны Фарго. Управлял Морой, пока не передал титул лорда Вииду. В его отсутствие занимался управленческой деятельностью на благо Моры.
Фрина — девушка, проживающая в Море. Была обращена в камень вместе с остальными жителями деревни вампирами. Была освобождена Виидом. Передала Вииду мешок с семенами, чтобы тот посадил их в Долине Смерти. Объект восхищения Торидо.
Старейшина Бэрана — старейшина деревни Бэран. Во время захвата деревни ящеролюдами попросил освободить жителей деревни Виида. В награду передал Вииду семена Бобового Стебля, которые доставляли игроков к Лавиасу (Небесный Город). Впоследствии обращен в Фанатика Церкви Энбиню.
Солдаты Розенхайма — временные подчинённые Виида, участвовавшие под его командованием в зачистке подземелья Литварт. В будущем стали десятниками (освобождение Бэрана), после стали сотниками (битва с Бессмертной Армией). Один из них погиб в Битве у подножия гор Юрокина.
Дейкрам — один из 5 Великих Мастеров-скульпторов. Обучал Виида Ваянию Природы. Передал ему самый таинственный и редкий материал — Гелий. Оберегает природу.
Дарон — один из 5 Великих Мастеров-скульпторов. Обучал Виида Скульптурной трансформации. В течение всей жизни создавал скульптуру погибшей возлюбленной.
Захаб — один из 5 Великих Мастеров-скульпторов. Также является одним из 10 Мастеров Меча. Возлюбленный Королевы Ивэйн. Передал через статуэтку Технику Секущего Ножа Вииду. Без вести пропал в Запретной Зоне — Грейпасс. Виид его обнаружил и вскоре получил от него технику меча «Сияющий Меч». Покинул Грейпасс и отправился в горы Брайса. Попал с Виидом во временной отрезок, связанный с заданием на Секретную Скульптурную технику, сражался бок о бок с ним против Ордена Эмбиню. Ненавидит Орден Эмбиню за то, что убили Леди Ивэйн.
Гейхард Фон Арпен — Основатель Империи Арпен. Первый, кто объединил весь континент. Один из 5 Великих Мастеров-скульпторов. Передал Вииду технику Оживления Скульптур. Легендарный Лунный Скульптор. Является отцом многих рас Версальского Континента. Избрал своим преемником Виида.
Леди Ивэйн — возлюбленная Захаба. Была его другом с самого детства, но их судьба разделилась; Ивэйн стала королевой Розенхайма, а Захаб стал странствовать. Она долгое время ждала Захаба, который вернулся и спас от убийц её Величество, попутно высекая из Лунного света скульптуру. Вскоре погибла от рук Ордена Эмбиню. Через очень долгое время была воскрешена с помощью Собственной Скульптурной Техники Виида — Скульптурное Воскрешение, но на 1 день, чтобы Захаб помог Вииду уничтожить Эмбиню.

### Оживлённые Скульптуры
Ледяной Дракон — первая скульптура, созданная громадного размера. Хитёр, ленив, трусоват. Из-за того, что создан изо льда, предпочитает как можно более холодный климат. в тёплом начинает подтаивать.
Виверны (Ваил, Ватуль, Васам, Вао, Ваюк, Вачиль) — скульптуры небольших драконов, единственные оставшиеся в живых, после битвы с нежитью. Ввиду недостатка времени созданы бесполыми.
Золотой Человек — скульптура, созданная Виидом из золота и оживлённая им. В странствии по Джиголасу (затерянная территория) был уничтожен. Восстановлен в Море.
Феникс — скульптура, созданная Виидом и оживлённая им. Единственный выживший из пяти Братьев-Фениксов.
Желтоватый — скульптура быка, созданная и оживлённая Виидом. По натуре добр и наивен. Эксплуатируется Виидом как грузовой транспорт. Виидом ему привита философия. Для лучшей мотивации Виид время от времени рассуждает о том, какие блюда можно приготовить из быка.
Золотая Птица и Серебряная Птица — скульптуры, созданные императором Гейхардом фон Арпеном.
Крылья Света — скульптура лунного света, созданная и оживлённая Виидом в Курысо в соревновании по ваянию с Рукой Смерти. Не самостоятельны, поэтому им нужен носитель. Позволяют летать на высокой скорости.
Капелька — скульптура Ваяния Природы, дух воды, созданный и оживлённый Виидом из утренней росы.
Огонек — скульптура Ваяния Природы, дух огня, созданный и оживлённый Виидом в королевстве гномов.
Земляной — скульптура Ваяния Природы, дух земли, созданный и оживлённый Виидом в королевстве гномов.
Королевская Гидра — скульптура, созданная Виидом в битве за Мору. Жестокий и прожорливый.
Чёрный Имуги — скульптура, созданная Виидом в битве за Мору. Хитрый и проницательный.

## Тома
| No. | Дата корейского релиза |
| --- | ---------------------- |
| 1   | 15 января 2007         |
| 2   | 15 января 2007         |
| 3   | 22 февраля 2007        |
| 4   | 6 апреля 2007          |
| 5   | 26 мая 2007            |
| 6   | 29 июня 2007           |
| 7   | 14 августа 2007        |
| 8   | 9 октября 2007         |
| 9   | 7 декабря 2007         |
| 10  | 23 февраля 2008        |
| 11  | 11 июня 2008           |
| 12  | 11 сентября 2008       |
| 13  | 22 декабря 2008        |
| 14  | 29 января 2009         |
| 15  | 31 марта 2009          |
| 16  | 30 мая 2009            |
| 17  | 23 июня 2009           |
| 18  | 17 сентября 2009       |
| 19  | 28 ноября 2009         |
| 20  | 28 декабря 2009        |
| 21  | 12 марта 2010          |
| 22  | 20 мая 2010            |
| 23  | 14 июня 2010           |
| 24  | 1 сентября 2010        |
| 25  | 22 октября 2010        |
| 26  | 1 декабря 2010         |
| 27  | 25 января 2011         |
| 28  | 2 марта 2011           |
| 29  | 20 апреля 2011         |
| 30  | 13 июня 2011           |
| 31  | 18 августа 2011        |
| 32  | 14 октября 2011        |
| 33  | 28 декабря 2011        |
| 34  | 29 февраля 2012        |
| 35  | 1 мая 2012             |
| 36  | 22 июня 2012           |
| 37  | 3 сентября 2012        |
| 38  | 31 октября 2012        |
| 39  | 29 января 2013         |
| 40  | 18 июня 2013           |
| 41  | 13 ноября 2013         |
| 42  | 17 января 2014         |
| 43  | 27 февраля 2014        |
| 44  | 28 июля 2014           |
| 45  | 31 декабря 2014        |
| 46  | 31 августа 2015        |
| 47  | 21 апреля 2016         |
| 48  | 31 октября 2016        |
| 49  | 20 февраля 2017        |
| 50  | 29 ноября 2017         |
| 51  | 22 марта 2018          |
| 56  | октябрь 2020           |

## Электронные книги
С 30 августа 2013 года книги можно найти через приложение «카카오페이지».

## Влияние
Было продано более миллиона книг серии на рынке с 3,5 миллионами читателей, и, следовательно, она занимает первое место по объёму продаж электронных книг. Однако за пределами Кореи произведение долгое время оставалось малоизвестным. Два первых тома были выпущены в США издательством Midoraka Entertainment, однако оно вскоре обанкротилось. Переводы продолжили любители, выкладывая свои труды онлайн. На русский язык первые книги переводились с английского, затем появились переводы с корейского.
Ряд обозревателей считают, что книга стала родоначальником жанра ЛитРПГ и оказала существенное влияние на черты героев последующих произведений в этом жанре. Жадность, мелочность, специфическая жестокость в игре и простодушие в реале стали знаковыми чертами большинства героев ЛитРПГ. Во многих книгах этого жанра упоминаются корейские игроки, действующие с маниакальным упорством, длительной отработкой навыков на манекенах или иные аллюзии на персонажей «Лунного скульптора».